# Cerro Las Vizcachas
El Cerro Las Vizcachas se encuentra en la comuna de Olmué, en la zona central de Chile. Su altitud es de 2.046 m s. n. m. (según el Instituto Geográfico Militar) y corresponde a la altitud máxima de la comuna de Olmué y al inicio -de norte a sur- de un cordón montañoso de la cordillera de la Costa que se yergue entre Colliguay, Til-Til y Lampa, y que finaliza a la altura del túnel Lo Prado.
Desde esta cumbre se pueden acceder a la seguidilla de montañas que le siguen en dirección sur: Cerro Puerta de Piedra, Cerro Llaretas de Vizcachas, Cerro Las Petacas y Cerro Roble Alto.

## Las minas
El cerro Las Vizcachas junto a los cerros El Roble, Puntilla Imán y La Campana, fueron avistados antaño por una gran cantidad de mineros pirquineros, los cuales recorrieron sus faldas buscando oro. Aún quedan vestigios en el cerro Las Vizcachas: en su cara este (por Til-Til), está aún el socavón de la Mina María, y los cimientos de un antiguo refugio, hoy inexistente; y por su cara noroeste, los restos de las instalaciones de la Mina La Ramayana.

## Turismo
El cerro Las Vizcachas ha sido y es muy visitado por los montañistas y excursionistas de la zona, especialmente el sector llamado la Olla del Vizcachas (Olla Grande según las cartas del Instituto Geográfico Militar), la cual se encuentra al sur de la cumbre principal del Vizcachas, y en donde según se cuenta hace años atrás durante las nevadas invernales se utilizó de pista de ski.

## Accesos
El Cerro Las Vizcachas tiene cuatro rutas de ascenso: La Ruta El Almendral, que se inicia desde la base misma de la montaña, a la altura del pueblo de La Dormida (530 m s. n. m.); Ruta La Ramayana, la cual corresponde a la más empinada, y que realmente no consta de un sendero muy marcado; Ruta Arista Norte; y la concurrida: ruta por la Olla del Vizcachas; estas tres últimas se inician en la cumbre de la Cuesta de La Dormida: 1272 m s. n. m. de altitud.
Se accede desde Colliguay por senderos existentes desde el Fundo o Hacienda Providencia, subiendo por el sendero de las Tres Palmas, pasando primero por la Olla Chica y luego se llega a la Olla Grande. Desde este acceso se aprecian Los Cóndores que están en los farellones al lado Sur, y su nombre proviene del hecho que en los farellones existen vizcachas.
La denominación de Olla Grande proviene de su configuración de un gran cráter de un volcán apagado, al igual que la denominada Olla Chica, características que se aprecian claramente al sobrevolar el sector.